# Жуков, Константин Николаевич (1840)
Константи́н Никола́евич Жу́ков (1840, Кострома — 1901, с. Болотское Одоевского уезда Тульской губернии) — русский судебный и государственный деятель, прокурор, калужский губернатор (1883—1887). Действительный статский советник (1880).

## Биография
Из дворянского рода Жуковых. Родился в Костроме 19 марта 1840 года[по какому календарю?] в семье костромского губернатора Николая Ивановича Жукова.
В 1861 году после окончания Императорского училища правоведения был избран кандидатом в мировые посредники Перемышльского уезда Калужской губернии; 20 февраля 1864 года уволен со службы по прошению из-за расстроенного здоровья. Спустя год, по приказу Министерства юстиции от 14 марта 1865 года, он был назначен в канцелярию калужского губернского прокурора; 24 февраля 1866 года произведён в коллежские асессоры.
В октябре 1866 года был переведён в Тульский окружной суд — товарищем прокурора. С 11 августа 1867 года — товарищ прокурора Московского окружного суда, с 21 ноября 1868 года — прокурор Ярославского окружного суда. В 1869 году был награждён орденом Св. Анны 2-й степени и произведён в надворные советники.
С 23 июля 1870 года — прокурор Московского окружного суда. В 1873 году был произведён в коллежские советники; 1 января 1874 года получил орден Св. Владимира 3-й степени; 7 января 1876 года назначен товарищем прокурора Санкт-Петербургской судебной палаты и 30 апреля того же года был назначен исправляющим должность товарища обер-прокурора Уголовного кассационного департамента Правительствующего Сената, 19 мая 1877 года был утверждён в этой должности, уже имея чин статского советника (с 31.12.1876). Ещё в качестве исправляющего обязанности товарища обер-прокурора, он выступал государственным обвинителем на процессе Игумении Митрофании в октябре 1874 года и на процессе 50-ти революционеров—народников, проходившем с 21 февраля по 14 марта 1877 года в Санкт-Петербурге.
Был произведён 11 января 1880 года в действительные статские советники и 25 ноября 1881 года был назначен вице-директором Департамента государственной полиции Министерства внутренних дел. В 1882 году участвовал в работе особой комиссии при Министерстве, разрабатывавшей положение об артели, правила для военных заводов, производящих динамит.
С 7 января 1883 года был калужским губернатором с награждением орденом Св. Станислава 1-й степени. В период его губернаторства в Калуге была успешно решена проблема городского водоснабжения, был подписан контракт на строительство водопровода и начались работы по его устройству. Обращал внимание и на вопросы образования, повсеместно в губернии открывались церковно-приходские школы. Промышленность Калужской губернии в то время переживала кризис, некоторые заводы не работали. Так, Людиновский паровозный завод стоял с 1881 года из-за отсутствия заказов на паровозы. При Жукове, уже в 1884 году, был получен правительственный заказ на изготовление 20 паровозов. В должности губернатора Жуков состоял до 10 декабря 1887 года.
Умер 9 марта 1901 года[по какому календарю?] в своём имении в селе Болотское Одоевского уезда Тульской губернии; похоронен там же на сельском церковном кладбище.
Был женат на своей двоюродной племяннице, графине Ольге Андреевне Салиас-де-Турнемир (1842 — не ранее июля 1917); она — дочь Евгении Тур и сестра Е. А. Салиаса, оба — племянники А. В. Сухово-Кобылина. Имел сына Николая (1863—1907) и дочь Ольгу (1875—1933), в замужестве Боголепову.